# Leopold von Puttkamer

Leopold von Puttkamer

Leopold Erhard Rudolf von Puttkamer (* 27. April 1797 in Königsberg; † 13. Juli 1868 in Potsdam) war ein preußischer General der Infanterie.

## Leben

### Herkunft
Leopold von Puttkamer entstammte dem hinterpommerschen Adelsgeschlecht Puttkamer und war der jüngste von neun Söhnen des Kriegs- und Domänenrats und Gutsherren zu Jeseritz, Buckow, Reddies und Lichtenberg bei Königsberg, Carl Gustav von Puttkamer (1751–1814) und dessen Ehefrau Agathe Hedwig, geborene von Ostrau (1763–1816) aus dem Hause Lublack.

### Militärkarriere
Puttkamer trat am 15. Oktober 1809 als Kanonier in die Preußische Artilleriebrigade in Königsberg ein und avancierte bis Anfang August 1813 zum Sekondeleutnant. Während der Befreiungskriege nahm er 1813/15 an den Schlachten bei Dennewitz, Großbeeren, Leipzig und Ligny teil. Für seine Leistungen bei Ligny erhielt er das Eiserne Kreuz II. Klasse.
Nach dem Krieg stieg Puttkamer bis Juli 1824 zum Kapitän und Kompaniechef auf. Er wurde Mitte Februar 1826 in die Garde-Artillerie-Brigade versetzt und war ab Mitte Mai 1833 als Adjutant bei der Generalinspektion der Artillerie tätig. Unter Belassung in diesem Kommando wurde er Ende April 1836 Major und am 5. Juni 1841 der Garde-Artillerie-Brigade aggregiert. Als Oberstleutnant beauftragte man ihn am 27. März 1847 zunächst mit der Führung der 1. Artillerie-Brigade und ernannte ihn am 16. Dezember 1847 zum Brigadier dieses Verbandes. In dieser Eigenschaft wurde er am 8. Mai 1849 Oberst und am 22. Juni 1850 zum Kommandeur des Garde-Artillerie-Regiments ernannt. Unter Belassung in dieser Stellung war er vom 22. April 1852 bis zum 21. März 1853 Flügeladjutant von König Friedrich Wilhelm IV. Zugleich wirkte Puttkamer als Inspekteur der Artilleriewerkstätten und als Mitglied der Examinationskommission für Premierleutnants der Artillerie. Am 22. März 1853 wurde er als Generalmajor zum Inspekteur der 1. Artillerie-Inspektion in Stettin ernannt und stieg am 9. April 1857 zum Generalleutnant auf. Mit der Ernennung zum Inspekteur der 2. Artillerie-Inspektion kehrte Puttkamer am 1. Juli 1860 nach Berlin zurück und wurde wenige Tage später Präses der Artillerieprüfungskommission. In dieser Stellung erhielt er das Großkreuz des Guelphen-Ordens, des Belgischen Leopoldsordens, des Ordens des Heiligen Michael und des Militär- und Zivildienst-Ordens Adolphs von Nassau sowie den Orden der Eisernen Krone und den Kronenorden I. Klasse. Außerdem verlieh ihm der preußische König den Roten Adlerorden I. Klasse mit Eichenlaub. Nachdem Puttkamer bereits mehrfach seinen Abschied eingereicht hatte, wurde er am 19. November 1863 mit dem Charakter als General der Infanterie mit Pension zur Disposition gestellt.
Nach seiner Verabschiedung zog er nach Potsdam und hatte 1866 während des Deutschen Krieges Gelegenheit, sich als Rechtsritter des Johanniterordens in den Kriegslazaretten zu betätigen. Puttkamer verstarb nach schwerer Krankheit am 13. Juli 1868.

### Familie
Am 1. Mai 1816 ehelichte Puttkamer in Berlin Eustasie von Holtzendorff (1792–1853), die Tochter des preußischen Generalleutnants Karl Friedrich von Holtzendorff. Nach deren Tod heiratete er am 15. März 1854 in Berlin die Schwester seiner ersten Frau Bertha (* 1805), Hofdame von Luise von Preußen. Aus der ersten Ehe gingen folgende Kinder hervor:
- Agnes (1817–1899) ⚭ Alexander von Medem (1814–1879), preußischer Generalleutnant
- Karl Alexander Hugo (1818–1844)
- Albert (1819–1886), preußischer Rittmeister und Ehrenritter des Johanniterordens

⚭ 1845 Alwine von Puttkamer (1820–1859), geschiedene Fritz von Schmalensee
⚭ 1873 Hedwig Barth (* 1848)
Puttkamer war einer der maßgeblichen Initiatoren zur Gründung der am 3. Oktober 1860 zu Köslin gestifteten Genossenschaft der Familie von Puttkamer und wurde deren erster Vorsitzender.